# (8098) Miyamotoatsushi
(8098) Miyamotoatsushi est un astéroïde de la ceinture principale.

## Description
(8098) Miyamotoatsushi est un astéroïde de la ceinture principale. Il fut découvert le 19 septembre 1993 à Kitami par Kin Endate et Kazuro Watanabe. Il présente une orbite caractérisée par un demi-grand axe de 2,44 UA, une excentricité de 0,20 et une inclinaison de 3,3° par rapport à l'écliptique.

## Compléments